# Пограничнинское сельское поселение
Пограничнинское се́льское поселе́ние — муниципальное образование в Приаргунском районе Забайкальского края Российской Федерации.
Административный центр — посёлок Пограничный.
24 июля 2020 года упразднено в связи с преобразованием Приаргунского муниципального района в муниципальный округ.

## История
Статус и границы сельского поселения установлены Законом Читинской области от 19 мая 2004 года «Об установлении границ, наименований вновь образованных муниципальных образований и наделении их статусом сельского, городского поселения в Читинской области».
Закон Забайкальского края от 25 декабря 2013 года № 922-ЗЗК «О преобразовании и создании некоторых населенных пунктов Забайкальского края»:

## Население
| 2010  | 2011  | 2012  | 2013  | 2014  | 2015  | 2016  |
| ----- | ----- | ----- | ----- | ----- | ----- | ----- |
| 1222  | ↘1219 | ↘1181 | ↘1180 | ↘1161 | ↘1158 | ↘1134 |
| 2017  | 2018  | 2019  | 2020  |       |       |       |
| ↘1124 | ↘1116 | ↘1088 | ↘1058 |       |       |       |

## Состав сельского поселения
| № | Населённый пункт | Тип населённого пункта          | Население |
| - | ---------------- | ------------------------------- | --------- |
| 1 | Верея            | посёлок                         | ↘56       |
| 2 | Норинск          | посёлок                         | ↘162      |
| 3 | Пограничный      | посёлок, административный центр | ↘470      |
| 4 | Пограничный 2-й  | посёлок                         |           |
| 5 | Талман-Борзя     | село                            | ↘340      |